# Mszana Górna

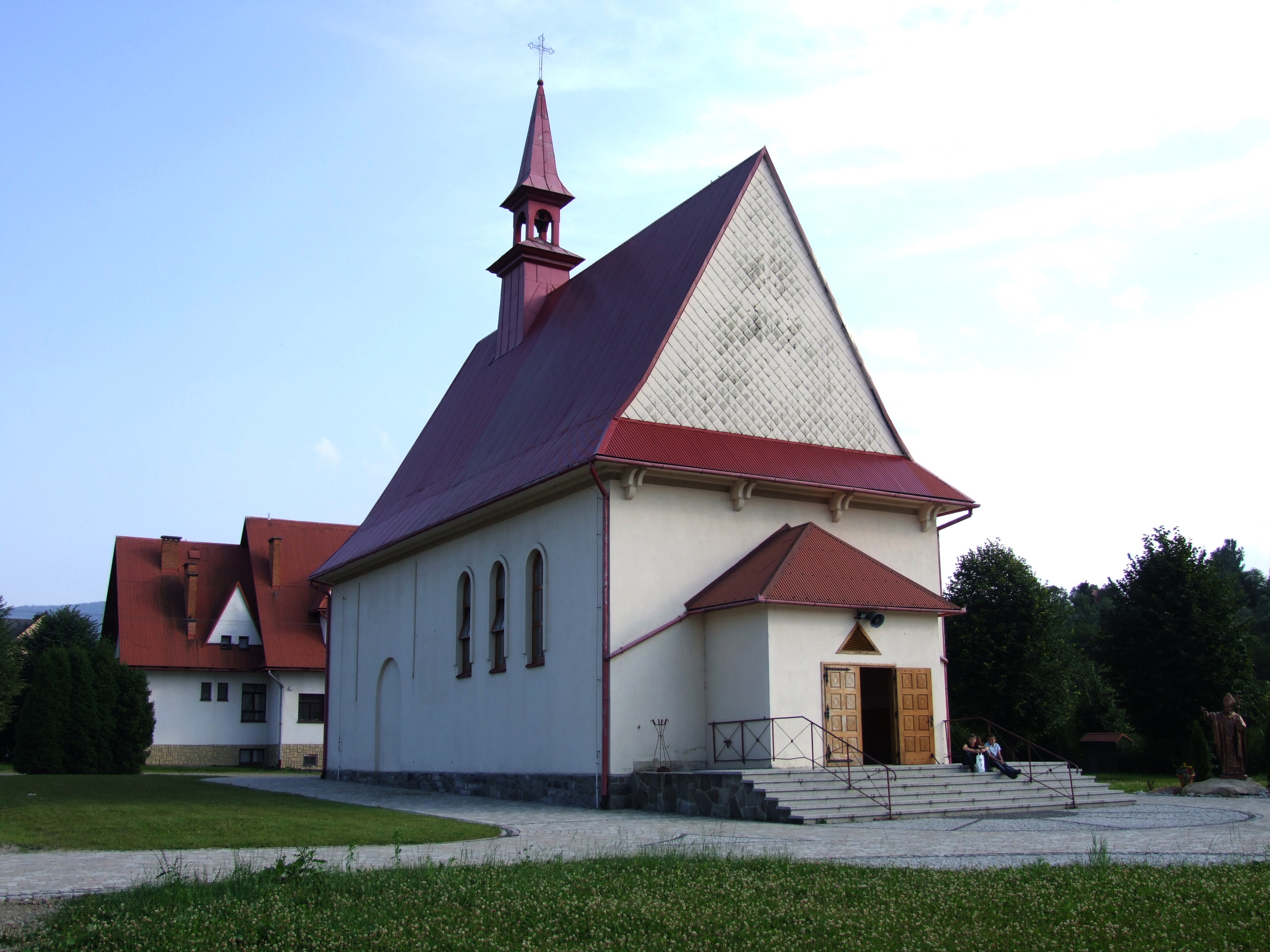
Kościół

Mszana Górna – wieś w Polsce, położona w województwie małopolskim, w powiecie limanowskim, w gminie Mszana Dolna.
W latach 1975–1998 miejscowość administracyjnie należała do województwa nowosądeckiego.

## Położenie
Mszana Górna położona jest na północnym krańcu Gorców, w dolinie rzeki Mszanki i na północno-wschodnich stokach bezleśnego grzbietu z wzniesieniami Kocia Górka (602 m), Spyrkowa (711 m) i Witów (720 m). Przez wieś przebiega droga wojewódzka nr 968, odcinek z Mszany Dolnej przez Szczawę do Kamienicy.

## Integralne części wsi
| części wsi | Antosze, Bielaki, Bolsęgi, Brejówka, Capki, Dawce, Dudziki, Dziedziny, Fijasy, Fligi, Florki, Janie, Jantusiówka, Nowaki, Kopytki, Krupy, Krzystki, Krzysztofy, Kubiki, Majerany, Malce, Marki, Murzyny, Pieczonka, Poloki, Romasy, Skiby, Sołtysy, Steczki, Talarki, U Kraski, Wadele, Wcisły, Węglarze Dolne, Węglarze Górne, Witki, Zagórki, Zagrody, Żyły |

## Historia
Wieś lokowana na surowym korzeniu przez króla Kazimierza III Wielkiego w 1365 roku.
Pod koniec XV wieku Marek Ratołd założył tu dworski folwark, odbierając miejscowym chłopom ziemię. Konflikt znalazł swój finał w sądzie, który w 1498 nakazał właścicielowi wsi wypłatę odszkodowań. W latach późniejszych wieś weszła w skład starostwa nowotarskiego. Przy podziale starostwa w 1532 Mszana Górna została włączona do tzw. klucza porębskiego (wraz z Porębą, Niedźwiedziem, Zawadą, Podobinem, Koniną i Lubomierzem), który od tej pory stanowił zbiorczą posiadłość, związaną ze starostwem mszańskim i rodziną Pieniążków. Jego późniejszymi właścicielami byli m.in. Sebastian Lubomirski, Lubomirscy, Sanguszkowie i Wodziccy.
Mieszkańcy wsi należeli do parafii w Niedźwiedziu, wiadomo jednak o istnieniu w niej dużej kaplicy, którą zniszczyła powódź w 1813. Samodzielną parafię, początkowo jako ośrodek duszpasterski, erygowano w Mszanie Górnej w 1958, a funkcję kościoła parafialnego spełniał i pełni do dziś kościół wzniesiony przez mieszkańców w latach 1953–1958.